# 埃伦·施特赖特
埃伦·施特赖特（德語：Ellen Streidt，1952年7月27日—），旧姓斯特罗帕尔（Stropahl），德国女子田径运动员。她曾代表东德参加1972年和1976年夏季奥林匹克运动会田径比赛，其中1976年奥运会获得一枚金牌和一枚铜牌。